# Cascate di Stanghe
Cascate di Stanghe (německy Gilfenklamm) jsou vodopády nedaleko Ratschings (Racines), mezi údolími Val Ridanna a Valle di Racines. Protékají soutěskou zvanou orrido Gilf (německy Gilfenschlucht).

## Vznik
Rio Racines (německy Ratschingser Bach) se postupem času zařezával hluboko do skály.
Soutěska je považována za přírodní památku.

## Historie
Jeden z prvních průzkumů proběhl v letech 1893–1895. Pro veřejnost byla zpřístupněna dne 2. srpna 1896. Oficiální slavnostní otevření se konalo dne 25. července 1898 a její název byl změněn na Orrido dell' Imperatore Franz Giuseppe.